# Список космических запусков СССР в 1958 году
Список космических запусков СССР в 1958 году
| Дата        | Ракета-носитель | Полезная нагрузка (тип) | Космодром/Стартовый комплекс | SCD/NSSDC ID      | Результат |
| ----------- | --------------- | ----------------------- | ---------------------------- | ----------------- | --------- |
| 27 апреля   | 8А91            | Объект Д                | Байконур 1/5                 |                   | Авария    |
| 15 мая      | 8А91            | Объект Д                | Байконур 1/5                 | 00008 / 1958-004B | Успех     |
| 23 сентября | Восток-Л 8К72   | Луна-1А (Луна)          | Байконур 1/5                 |                   | Авария    |
| 11 октября  | Восток-Л 8К72   | Луна-1B (Луна)          | Байконур 1/5                 |                   | Авария    |
| 4 декабря   | Восток-Л 8К72   | Луна-1С (Луна)          | Байконур 1/5                 |                   | Авария    |